# Джида (аэродром)
Джида́ — законсервированный военный аэродром 2-го класса, расположенный на западной окраине села Джида, Бурятия. На аэродроме в разное время базировались: 2-й гвардейский Оршанский бомбардировочный авиационный полк 21-й смешанной авиационной дивизии (и управление дивизии), 21-й Витебский Краснознаменный авиационный полк истребителей-бомбардировщиков и 125-й отдельный разведывательный авиационный полк. Крупный по меркам СССР аэродром фронтовой авиации — имеет две параллельные ИВПП и две МРД, две ЦЗТ, полный комплекс служебных помещений с аварийным автономным электроснабжением, подземное хранилище спецбоеприпасов.
Покрытие аэродрома — исключительно стандартные плиты аэродромного покрытия (типа ПАГ).
Аэродром горный, окружён сопками, и имеет превышение 582 метра над уровнем моря.

## История
Бетонный аэродром построен в 1968—1969 гг. Все рулёжные дорожки проложены ломаным маршрутом для уменьшения поражения самолётов при налётах авиации неприятеля, самолётные стоянки имеют земляные обвалования или закрытые железобетонные укрытия. Авиационный гарнизон (служебные помещения) расположены вплотную к лётному полю на восточной окраине аэродрома, жилой городок — на южной окраине посёлка.
В 1969 году из Азербайджана (Кзыл-Агач) в Джиду перелетел 2-й гвардейский авиационный Оршанский Краснознамённый ордена Суворова полк истребителей-бомбардировщиков в/ч 49706, и вошёл в состав 23-й воздушной армии Забайкальского военного округа. Полк был вооружён самолётами МиГ-17. В 1974 году полк перешёл на МиГ-21ПФМ, а в 1979 преобразован в бомбардировочный и получил на вооружение фронтовые бомбардировщики Су-24(М), на которых пролетал до своей передислокации в 2010 году на аэродром Шагол (пригород Челябинска).
21-й Витебский Краснознаменный авиационный полк истребителей-бомбардировщиков (в/ч 35551) перелетел в Джиду с Кавказа, в 1981 году он перешёл в подчинение 21-й дивизии. На вооружении полка имелись истребители-бомбардировщики Су-17. в 1977 году перевооружён на Су-24. В сентябре 1983 года полк переведён в Баду. Полк расформирован в 2002 году.
В 1984 году на аэродроме Джида сформирован 125-й отдельный разведывательный авиационный полк (в/ч 22770) двухэскадрильного состава на самолётах Су-24МР. Полк перевели в 1988 году на аэродром Домна и в 1994 году переименовали в 313-й ОРАП. С 2002 по 2009 полк размещался на аэродроме Бада. В октябре 2009 года оставшаяся к тому времени от полка одна эскадрилья была вновь перебазирована в Джиду и вошла в состав 2-го гв. БАП в качестве третьей разведывательной эскадрильи.
Также в гарнизоне дислоцировалась 31-я отдельная эскадрилья беспилотных самолётов-разведчиков (в/ч 31998), прибыла из Улан-Удэ в 1982 году.
В 1979—1982 году на аэродроме проводилась масштабная реконструкция инженерным батальоном в/ч 30130.
Помимо авиационных полков, в гарнизоне дислоцировались следующие воинские части:
- в/ч 17954 — управление 21-й авиационной дивизии
- в/ч 18275 — рота связи при управлении дивизии
- в/ч 23416 — отдельная рота связи и РТО при 125-м ОРАП
- в/ч 12586 — отдельный батальон связи и РТО
- в/ч 51009 — дивизион радио-светотехнического управления полетами
- в/ч 21369 — отдельный батальон аэродромно-технического обеспечения
- в/ч 22211 — ракетно-техническая база
- в/ч 26292 — 7-я зенитно-ракетная бригада
- в/ч 62424 — рота охраны аэродрома (переведена в Баду и развёрнута до БАТО)
- в/ч 60031 — зенитная ракетно-техническая база
- в/ч 18330 — радиостанция дальней навигации РСДН-10 «Тропик».
- в/ч 51177 — военно-строительный отряд (с 1977 года)
- госпиталь
- квартирно-эксплуатационная часть
- 365-я отдельная эксплуатационно-техническая рота

После вывода авиации с гарнизона для охраны аэродрома оставалась группа военнослужащих. С 4 апреля 2011 года аэродром официально закрыт для приёма всех типов летательных аппаратов.
На 2012 год из 13 пятиэтажных домов военного городка 8 были полностью нежилые, в остальных имелись брошенные квартиры.

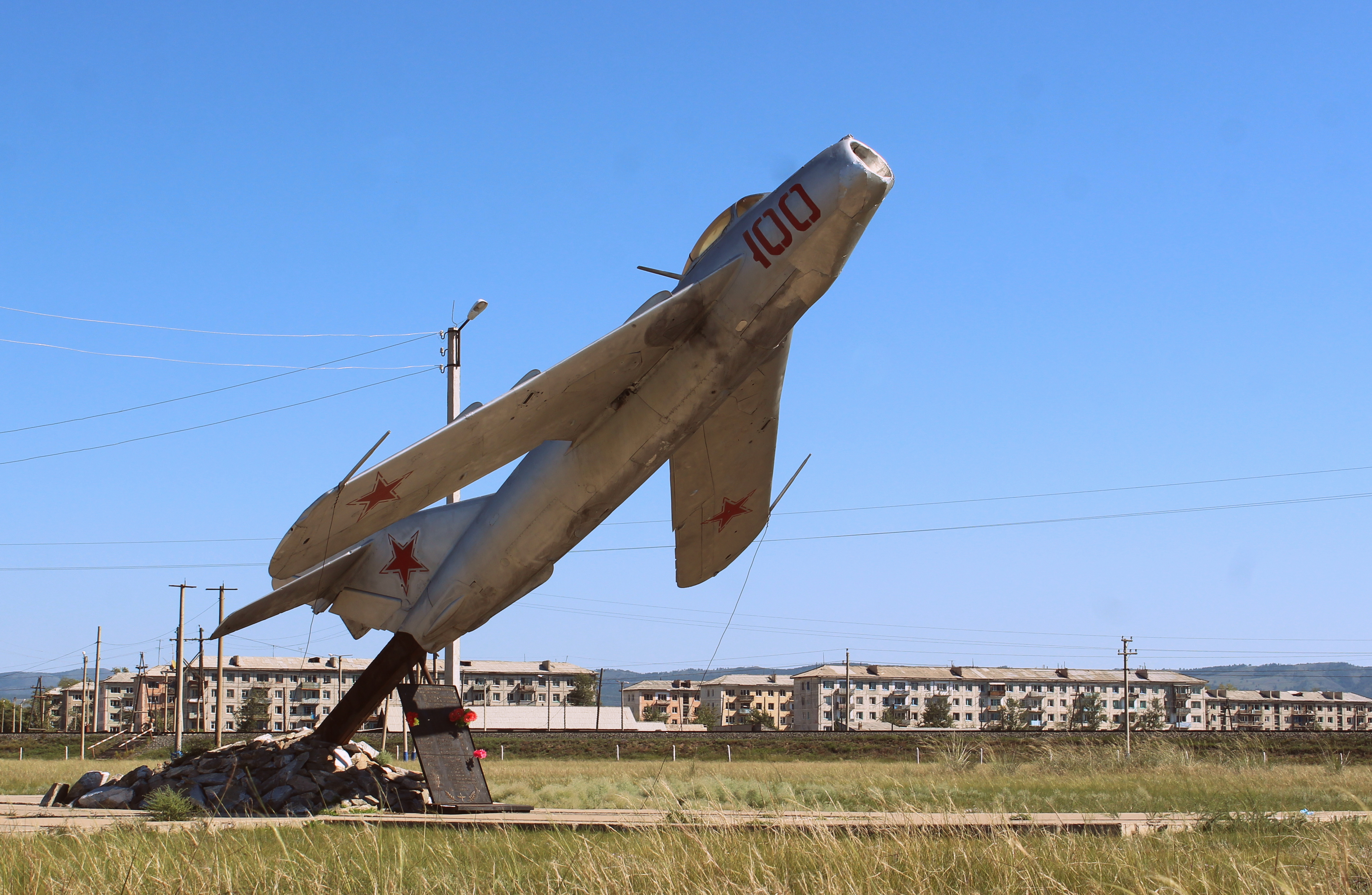
Самолет МиГ-17 на постаменте.

## Интересно, что
Гарнизон отличали исключительно жёсткие бытовые условия — резко континентальный климат с очень холодной зимой, жарким летом и сильными ветрами, малым количеством осадков. Отсутствие древесной растительности, постоянный недостаток питьевой воды и хронические проблемы с отоплением в холодное время года.
Аэродром и гарнизон расположены в голой бурятской степи. Каждое дерево (приживались только тополя) в гарнизоне посажено людьми и за каждым (!) были закреплены ответственные лица (висели таблички). В 1970 году гарнизон Джида посетил министр обороны маршал Советского Союза А. А. Гречко, и за благоустройство гарнизона объявил благодарность личному составу.